# Classeya placydioni
Classeya placydioni là một loài bướm đêm trong họ Crambidae.